# 铁东街道 (鹤岗市)
铁东街道，是中华人民共和国黑龙江省鹤岗市南山区下辖的一个乡镇级行政单位。

## 行政区划
铁东街道下辖以下地区：
东源社区、东纬社区、东鸿社区和东岗社区。